# Vittorio Chierroni

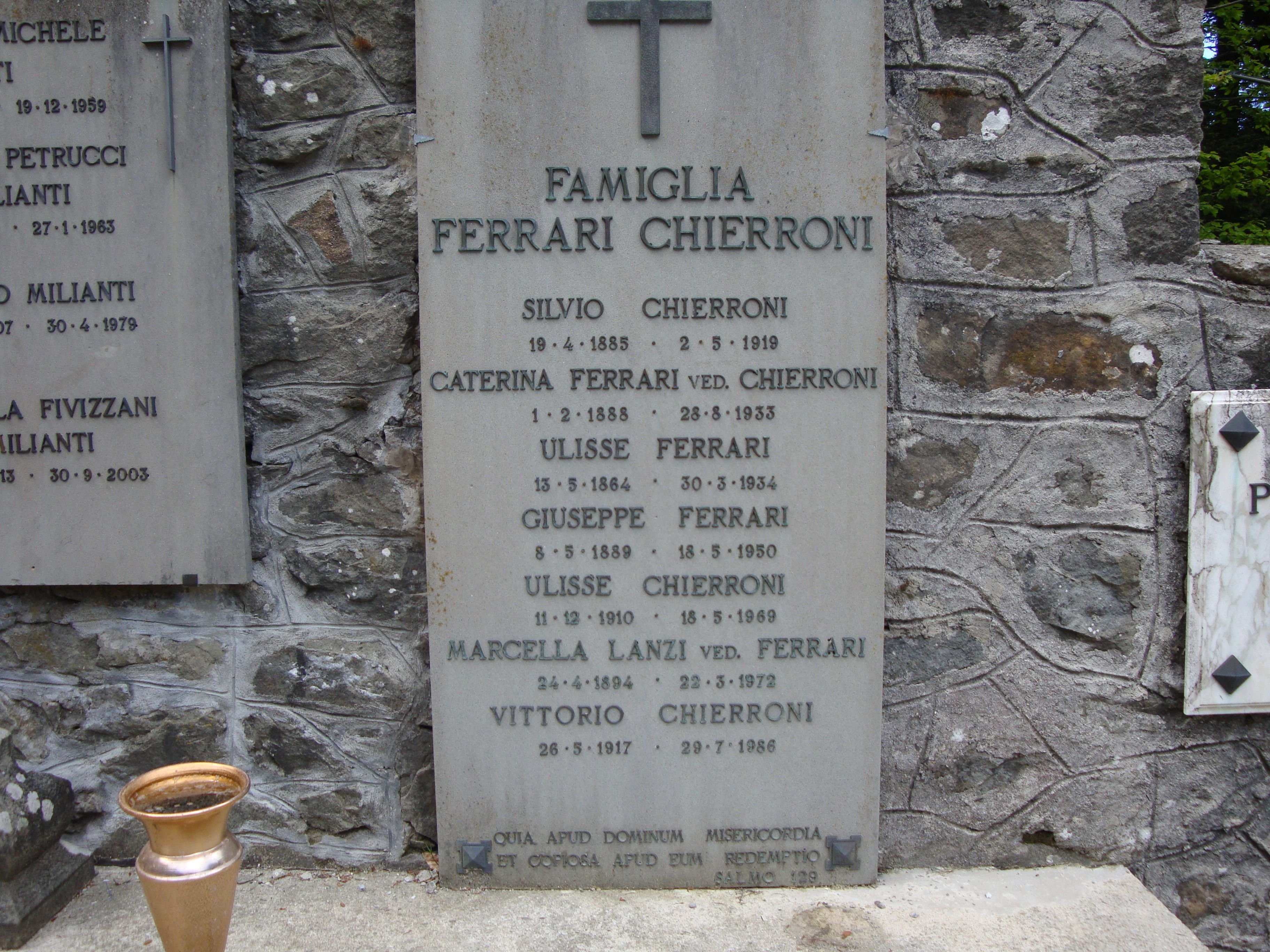
Tomba della famiglia Chierroni

Vittorio Chierroni (Cutigliano, 26 maggio 1917 – Abetone, 29 luglio 1986) è stato uno sciatore alpino italiano, portabandiera dell'Italia durante la cerimonia di apertura dei V Giochi olimpici invernali di Sankt Moritz 1948.

## Biografia
Attivo dalla metà degli anni trenta, partecipò ai IV Giochi olimpici invernali di Garmisch-Partenkirchen 1936 classificandosi 18° nella combinata, unica gara in programma, e ai Mondiali di Chamonix 1937 (6° sia nella discesa libera, sia nella combinata) e di Zakopane 1939 (6° nella discesa libera).
La sua carriera fu irrimediabilmente danneggiata dallo scoppio della Seconda guerra mondiale (durante la quale venne anche ferito), che per molti anni impedì lo svolgimento di competizioni ufficiali e sottrasse a Chierroni i migliori anni della sua vita sportiva. Durante la guerra, a Cortina d'Ampezzo, partecipò ai "Mondiali 1941", successivamente non omologati dalla FIS poiché erano assenti molte nazioni avversarie belliche dell'Italia; in quell'occasione vinse la medaglia d'oro in slalom speciale.
Terminato il conflitto prese parte ai V Giochi olimpici invernali di Sankt Moritz 1948, classificandosi 12° nella discesa libera, 30° nello slalom speciale e 7° nella combinata.

## Omaggi
- Gli è stata dedicata una delle più storiche piste dell'Abetone.

## Palmarès

### Campionati italiani
- 16 medaglie[3]:
  - 10 ori (slalom speciale, combinata nel 1935; discesa libera, combinata nel 1936; discesa libera nel 1938; discesa libera, slalom speciale, combinata nel 1940; discesa libera nel 1943; discesa libera nel 1947)
  - 3 argenti (slalom speciale nel 1936; discesa libera nel 1946; slalom speciale nel 1948)
  - 3 bronzi (combinata nel 1943; combinata nel 1946; slalom speciale nel 1950)